# Don Revie
Donald George Revie (Middlesbrough, 10 de julio de 1927 — Edimburgo, 26 de mayo de 1989), más conocido por Don Revie, fue un futbolista y entrenador inglés.
Inició su trayectoria profesional en el Leicester City en 1944 y de allí pasó al Hull City, Manchester City (con el que ganó la FA Cup de 1956), Sunderland y Leeds United. Fue también internacional por la selección de fútbol de Inglaterra en seis ocasiones. Aunque empezó jugando de delantero, años después retrasó su posición a la segunda punta.
En marzo de 1961 se convirtió en el entrenador del Leeds United y en los 13 años que permaneció allí logró que el equipo de Yorkshire viviese la etapa más exitosa de su historia. Gracias a un estilo de juego físico y duro consiguió dos campeonatos de Liga, dos Copas de Ferias, una FA Cup y una Copa de la Liga, así como tres títulos individuales al "Mejor entrenador de Inglaterra". En 1974 la Asociación del Fútbol le contrató para ocuparse de Inglaterra, cargo que desempeñó hasta 1977 sin conseguir meterse en ninguna competición internacional. De allí se marchó a Oriente Medio para dirigir a nivel de clubes y selección.

## Biografía
Nació el 10 de julio de 1927 en Middlesbrough, condado de Yorkshire, una zona con elevado nivel de desempleo. Creció en una familia pobre de clase obrera y a los 12 años sufrió la pérdida de su madre por cáncer. Igual que otros jóvenes de su ciudad, el fútbol sirvió como válvula de escape a la situación que vivía, aunque durante mucho tiempo solo podía practicar con un balón hecho de trapos en el patio de su casa.
A los 14 años dejó los estudios y empezó a trabajar de albañil para ayudar a su padre. Al mismo tiempo ingresó en un club aficionado y seis meses después fue descubierto por Bill Sanderson, técnico del Middlesbrough Swifts, que contrató sus servicios por cinco chelines. De esa etapa tomó conocimientos deportivos que después aplicó en la etapa de entrenador, entre ellos la obsesión de Sanderson por conocer el estilo de juego del rival para la preparación de los partidos. Los Swifts fueron campeones locales durante tres años consecutivos y Revie llamó la atención de entidades profesionales.
En el plano personal se casó en octubre de 1949 con Elsie, a la que conoció en su etapa del Leicester City por ser la sobrina del entrenador Jocky Duncan. Tuvieron un hijo (Duncan) y una hija (Kim).

## Trayectoria como jugador
En agosto de 1944 firmó un contrato profesional con el Leicester City, que se impuso en las negociaciones al Middlesbrough F. C. Debutó en el primer equipo el 26 de agosto frente al Wolverhampton Wanderers Football. Aunque algunos miembros de la directiva no pensaron que tuviese la suficiente calidad para rendir a este nivel, Revie mejoró gracias a las indicaciones del entrenador Johnny Duncan y su compañero de plantilla Sep Smith, quienes le enseñaron a jugar de forma sencilla. En el campo se desempeñó de delantero.
Logró hacerse con un puesto titular y en 1949, su última temporada, se convirtió en el capitán. El Leicester llegó hasta la final de la FA Cup contra Wolverhampton, pero Revie sufrió una inoportuna hemorragia nasal la semana anterior y fue ingresado en el hospital, donde escuchó por radio la derrota de los suyos por 1:3. Ese mismo año solicitó marcharse y fue contratado por el Hull City de Segunda División, que pagó un total de 19.000 libras por el traspaso. En el nuevo club se mostró honrado de compartir vestuario con el jugador-entrenador Raich Carter, ídolo de su juventud, aunque tuvo problemas para consolidarse en el once. En los tres años que estuvo disputó 76 partidos oficiales y marcó 12 goles, sin destacar demasiado.
En 1951 fue contratado por el Manchester City de Primera División por 28.000 libras. El entrenador Les McDowall le otorgó un papel principal (plan Revie) en su esquema táctico al reconvertirlo en segunda punta situado detrás del delantero. De este modo asumía un puesto más interior que en el que se colocaba el tradicional delantero centro, tratando de descolocar a los defensores contrarios. La táctica era una variación de la utilizada por la exitosa selección húngara de la época, el Equipo de oro dirigido por Nándor Hidegkuti. Revie brilló en el nuevo rol hasta el punto de recibir el "Premio al Mejor jugador inglés" de la Asociación de Periodistas en la temporada 1954-55. Un año después resultó pieza clave en la consecución de la FA Cup de 1956, popular en la historia porque el portero Bert Trautmann jugó con el cuello fracturado. El éxito con los citizens le llevó incluso a ser convocado por la selección inglesa.
A pesar de los éxitos deportivos, Revie mantuvo una relación difícil con Les McDowall y en noviembre de 1956 se le traspasó al Sunderland A. F. C. por 24.000 libras. En sus dos campañas disputó 64 partidos y marcó 15 goles, y en 1958 fue vendido al Leeds United por 14.000 libras, retrasando su posición al centro del campo. En su nuevo club no pudo evitar el descenso a Segunda División en la temporada 1959-60, pero a pesar de haber perdido facultades con los años sí tuvo mucha influencia sobre el resto del vestuario. En aquel momento fue el futbolista que más dinero generó en la suma de todas las operaciones, 68.000 libras, cifra superada al poco tiempo por el galés Trevor Ford.

### Selección nacional
Revie fue internacional por la selección de fútbol de Inglaterra en 6 ocasiones y marcó 4 goles. Debutó frente a Irlanda del Norte el 2 de octubre de 1954 en Belfast, en partido oficial del British Home Championship, y marcó un gol. Su país terminó siendo campeón de esa edición. Nunca participó en campeonatos internacionales y su última convocatoria se produjo el 6 de octubre de 1956, también contra los norirlandeses.

## Trayectoria como entrenador

### Leeds United

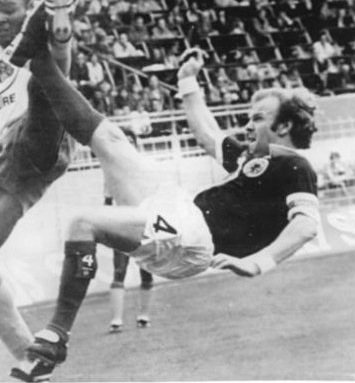
El escocés Billy Bremner (1942-1997) fue capitán del Leeds United y emblema del esquema de juego de Don Revie.

En marzo de 1961 la directiva del Leeds United —entonces en crisis económica y deportiva— convenció a su capitán de 33 años para que asumiera el cargo de jugador-entrenador. Revie había pensado dirigir el banquillo vacante del AFC Bournemouth y pidió al director deportivo del Leeds una carta de recomendación, pero este en su lugar le convenció para que tomase las riendas del club. En su debut en la temporada 1961-62 tuvo dificultades, pero certificó la permanencia en Segunda División.
Al asumir el cargo diseñó una estrategia para convertir al Leeds en un equipo ganador. En primer lugar reforzó su autoridad sobre la plantilla, muchos de los cuales habían compartido vestuario con él, con una relación personalizada e implicada. 
Por último, emprendió un relevo generacional con alternativas jóvenes como Norman Hunter, Jimmy Greenhoff, Paul Madeley, Gary Sprake y Peter Lorimer, máximo goleador. Para atraer aficionados contrató en 1962-63 a la estrella John Charles por una cifra récord de 53.000 libras esterlinas, aunque sus problemas de adaptación hicieron que meses después fuese traspasado a la A. S. Roma por 70.000 libras, recuperando la inversión.
El Leeds United ascendió a Primera División en la temporada 1963-64. Tan solo un año después fue finalista de la FA Cup y durante dos campañas consecutivas finalizó subcampeón, por detrás del Manchester United y del Liverpool respectivamente. Para lograr sus objetivos se rodeó de un buen equipo técnico, elaboró completos informes de sus rivales, apostó por la defensa con Jack Charlton y Billy Bremner como referencias, y acertó con los refuerzos de Johnny Giles (Manchester) y Bobby Collins (Everton). Con la intención de generar un buen ambiente en el vestuario logró que su plantilla fuese alojada en los mejores hoteles, algo hasta entonces reservado solo a las directivas. A nivel táctico planteó un clásico 4-2-4 y más tarde fue uno de los primeros en adoptar el 4-4-2, con Bremner asumiendo la capitanía a partir de 1966. Por otro lado, su estilo de juego se caracterizó por ser físico, combativo y resultadista, llegando a ser apodado Super Leeds por los aficionados y Dirty Leeds (Sucio Leeds) por sus detractores.
Durante las trece temporadas que estuvo al frente, Don Revie llevó al Leeds United a la etapa de mayor éxito de su historia: dos ligas de Primera División en las temporadas 1968-69 y 1973-74 (más cinco subcampeonatos), una FA Cup en 1972, la Copa de la Liga de 1968, dos Copas de Ferias en 1968 y 1971 y una Charity Shield (1969). A nivel individual recibió el galardón "Mejor entrenador inglés" en tres ocasiones (1969, 1970 y 1972) y a mediados de la temporada 1969-70 fue nombrado Oficial de la Orden del Imperio británico por su contribución al fútbol británico.
A finales de la temporada 1972-73 vivió una decepción personal en la final de la Recopa de Europa, que perdieron frente al A. C. Milan por 1:0. En la campaña 1973-74, la última en la que estuvo al frente, se especuló con un fin de ciclo tras esta derrota y la retirada de Jack Charlton. Sin embargo, Revie mantuvo en la titularidad a los jugadores que le dieron éxito años atrás y no emprendió un relevo generacional. El resultado final fue el campeonato de Primera División con un récord de 29 partidos sin perder.

### Selección de Inglaterra
Los triunfos obtenidos le abrieron las puertas a la selección nacional de Inglaterra. El anterior técnico Alf Ramsey, campeón mundial en 1966, había fracasado en la fase de clasificación para la Copa Mundial de Fútbol de 1974 y fue cesado en abril del mismo año. Su ayudante Joe Mercer asumió el cargo de forma interna pero renunció por su avanzada edad. Al terminar la temporada 1973-74 se confirmó la contratación de Don Revie como seleccionador con un contrato de 25.000 libras al año por cinco temporadas. El Leeds United aceptó la dimisión, agradeciéndole «la lealtad durante los trece años que ha sido nuestro manager», y contrató para suplirle a Brian Clough, su mayor rival.
Revie aspiraba a repetir con Inglaterra los mismos éxitos que obtuvo en Leeds, por lo que aplicó un sistema similar para el combinado nacional. Sin embargo su personalidad, estilo de juego y métodos de trabajo no convencieron a la prensa deportiva y le provocaron enfrentamientos con algunos jugadores, razón por la que le costó encontrar un once inicial fijo. Por ejemplo, el capitán en los seis primeros partidos fue Alan Ball, al que dejó de convocar tras una discusión. En su primer año el seleccionado permaneció invicto, pero después fracasó a la hora de clasificarles para la Eurocopa 1976. Los ingleses estuvieron encuadrados en el mismo grupo que Checoslovaquia y Portugal, con solo una plaza para la fase final. Y aunque ganaron a los checoslovacos en casa, quedaron eliminados por dos empates contra Portugal y una derrota frente al equipo de Václav Ježek en Bratislava.
Tampoco consiguió meter al país en la Copa Mundial de Fútbol de 1978. Quedó encuadrado en el grupo con Italia, Finlandia y Luxemburgo, donde solo el campeón obtenía el billete a Argentina. Inglaterra lo ganó todo menos una derrota por 2:0 frente a los italianos en Roma. Tiempos más tarde, Inglaterra debía vencer a Italia por 6 goles o más para obtener su clasificación. Sin embargo, la victoria no fue nada suficiente para negarle el pase a Italia, ya que los ingleses ganaron por solo 2-0, las eliminatorias se volvieron muy difíciles. Y luego de eso, Italia venció a Luxemburgo 3-0 en su último partido de clasificación. Pese a que ambos países empataron a puntos, los transalpinos tenían mayor ventaja de goles y les eliminaron de la competición. La derrota en un amistoso en Wembley frente a Escocia por 1:2, que terminó con una invasión de campo de los hinchas escoceses, fue un punto de inflexión. Más tarde, Ron Greenwood fue contratado en su lugar.

### Etapa en Oriente Medio
Cada vez más cuestionado, y después de leer que Bobby Robson había sido sondeado para ocupar su lugar, Revie negoció a espaldas de la Asociación del Fútbol un contrato con la Federación de los Emiratos Árabes Unidos para convertirse en director técnico de la selección emiratí a finales de 1977. Esa fue la primera vez alguien renunciaba al puesto de Inglaterra. Las circunstancias de su salida fueron muy controvertidas porque, según la prensa inglesa, se habían producido antes de la eliminación inglesa para la Copa Mundial de Fútbol de 1978. Además los aficionados criticaron su deslealtad por irse a un país sin tradición deportiva y con un lucrativo contrato (340.000 libras netas por cuatro años).
La Asociación de Fútbol consideró que había desertado de su puesto, pero lo que rompió su relación por completo fue que hubiese vendido la exclusiva al Daily Mail antes de enviarles la carta de renuncia. Acusado de negociar con los árabes sin conocimiento de la Federación, en diciembre de 1977 el Comité Disciplinario le declaró culpable de «causar desprestigio al fútbol inglés», y terminó sancionándole con 10 años de suspensión en Inglaterra. El técnico recurrió la decisión y la Corte de Justicia le dio la razón por «parcialidad del Comité», pero el peso de las acusaciones y la publicación de una investigación sobre presuntos sobornos a rivales le hicieron caer en desgracia de cara a la opinión pública nacional.
Revie permaneció tres años al frente de Emiratos Árabes Unidos, donde además de dirigir al seleccionado sentó las bases de una formación profesional. En mayo de 1980 rescindió su contrato de mutuo acuerdo, alegando que los nuevos gerentes querían un técnico que supiese hablar árabe. Continuó en el país para entrenar en el Al-Nasr durante cuatro años y en 1985 recaló por un breve tiempo en el Al-Ahly egipcio. Regresó al Reino Unido para postular al banquillo del Queens Park Rangers, pero las negociaciones con la directiva no prosperaron. Tras ese episodio se retiró del fútbol y durante un tiempo trabajó a tiempo parcial en Total Sport, la empresa de apuestas deportivas dirigida por su hijo Duncan.

## Muerte

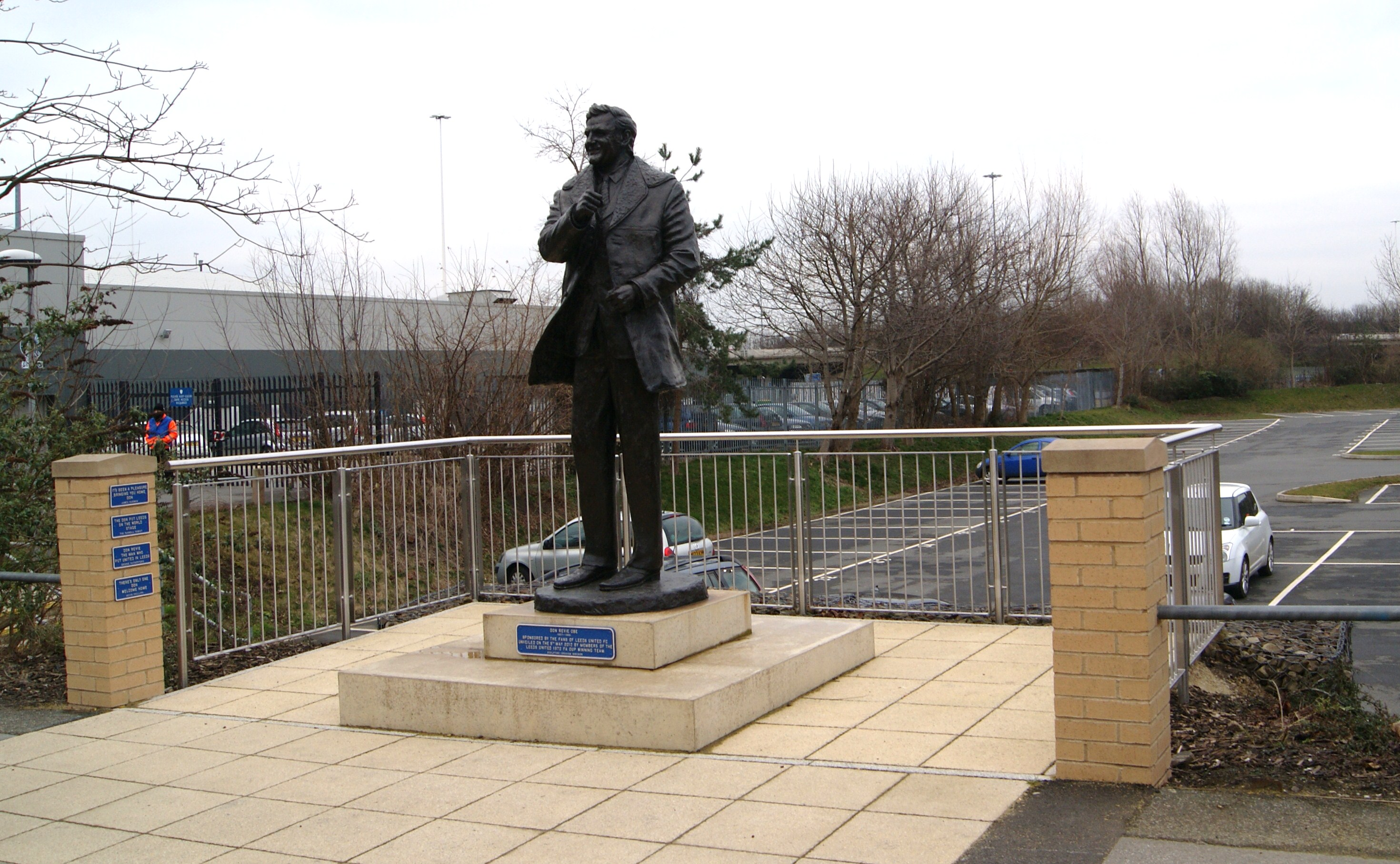
Estatua de Don Revie en Elland Road.

El matrimonio se estableció en Kinross (Escocia) en la primavera de 1986, al poco tiempo de jubilarse. Sin embargo, ese mismo año Revie empezó a sufrir molestias físicas mientras jugaba al golf. Al principio pensó que era una hernia discal, pero durante sus vacaciones en España los dolores se agravaron e incluso empezó a tener problemas al andar. Finalmente, en mayo de 1987 le fue diagnosticada esclerosis lateral amiotrófica, una enfermedad degenerativa de tipo neuromuscular que acabaría con su vida.
Durante sus últimos años recibió múltiples homenajes del fútbol británico y del Leeds United en particular. Su última aparición en Elland Road, ya en silla de ruedas, fue en un partido honorífico el 11 de mayo de 1988, cuya recaudación se donó a la investigación de enfermedades motoneuronales. Su salud se agravó desde entonces hasta fallecer en el Hospital Murrayfield de Edimburgo el 26 de mayo de 1989, con 61 años. Sus restos fueron incinerados en la capital escocesa. La Asociación del Fútbol no mandó ningún representante al crematorio ni decretó minuto de silencio en el encuentro entre Inglaterra y Escocia que se celebró al día siguiente. Sí asistieron a título personal Billy Bremner, Allan Clarke, Jack Charlton, Johnny Giles, Alex Ferguson, Denis Law y Kevin Keegan.
Al enterarse de la muerte, decenas de aficionados del Leeds se congregaron en Ellan Road para honrar su memoria. El club instaló en 2012 una estatua en las inmediaciones del estadio.
Don Revie ingresó en la sección de entrenadores del Salón de la Fama del fútbol inglés en 2004.

## Clubes

### Como futbolista
| Club            | País       | Año       |
| --------------- | ---------- | --------- |
| Leicester City  | Inglaterra | 1944-1949 |
| Hull City       | Inglaterra | 1949-1951 |
| Manchester City | Inglaterra | 1951-1956 |
| Sunderland      | Inglaterra | 1956-1958 |
| Leeds United    | Inglaterra | 1958-1962 |

### Como entrenador
| Club                         | Año       | Partidos | Partidos | Partidos | Partidos |
| Club                         | Año       | J        | G        | E        | P        |
| ---------------------------- | --------- | -------- | -------- | -------- | -------- |
| Leeds United                 | 1961-1974 | 743      | 396      | 197      | 150      |
| Selección de Inglaterra      | 1974-1977 | 15       | 7        | 5        | 3        |
| Selección de Emiratos Árabes | 1977-1980 | -        | -        | -        | -        |
| Al-Nasr                      | 1980-1984 | -        | -        | -        | -        |
| Al-Ahly                      | 1984-1985 | -        | -        | -        | -        |
| Total                        | Total     | 758      | 403      | 202      | 153      |

## Palmarés

### Como futbolista
| Título | Club            | País       | Año  |
| ------ | --------------- | ---------- | ---- |
| FA Cup | Manchester City | Inglaterra | 1956 |

### Como entrenador

#### Campeonatos nacionales
| Título           | Club         | País       | Año     |
| ---------------- | ------------ | ---------- | ------- |
| Segunda División | Leeds United | Inglaterra | 1963-64 |
| Copa de la Liga  | Leeds United | Inglaterra | 1967-68 |
| Primera División | Leeds United | Inglaterra | 1968-69 |
| Charity Shield   | Leeds United | Inglaterra | 1969    |
| FA Cup           | Leeds United | Inglaterra | 1972    |
| Primera División | Leeds United | Inglaterra | 1973-74 |

#### Campeonatos internacionales
| Título         | Club         | Año     |
| -------------- | ------------ | ------- |
| Copa de Ferias | Leeds United | 1967-68 |
| Copa de Ferias | Leeds United | 1970-71 |

### Distinciones individuales
| Distinción                                | Año              |
| ----------------------------------------- | ---------------- |
| Premio FWA al futbolista del año          | 1954-55          |
| Mejor entrenador de Inglaterra            | 1969, 1970, 1972 |
| Oficial de la Orden del Imperio británico | 1970             |

## Legado
Don Revie es recordado en el fútbol inglés por las innovaciones que introdujo en su etapa de entrenador. Se destacó la preparación para los partidos, ya que elaboraba detallados informes sobre cada uno de los clubes a los que se enfrentaba, o su trato especializado con la plantilla, no autoritaria y con atención personal para que rindiesen a su mejor nivel. Además desarrolló una política de cantera que dio frutos a medio plazo: de todos los jugadores que debutaron bajo su mando, catorce se han convertido en futbolistas internacionales.
El estilo del Leeds United en la década de 1960 y principios de los años 1970 fue asociado a un juego resultadista, físico y en ocasiones duro. Aunque muchos de sus jugadores eran muy habilidosos con el esférico, como Lorimer y Giles, el planteamiento de los partidos era muy especulativo y defendían con dureza cuando no tenían la posesión. Las piezas centrales de ese esquema eran Billy Bremner (capitán), Jack Charlton y Norman Hunter, que compensaron sus limitaciones con sacrificio físico.
Sobre este asunto, la estrella del Manchester United George Best aseguró: 

«Se te quitaban las ganas de jugar (...) Eran duros, muy duros. Contra ellos, los puntos estaban en el aire, pero los moratones estaban asegurados».

No obstante, en Elland Road es considerado un ídolo porque bajo su mandato se vivieron los mejores años de la entidad. Peter Lorimer definió a Revie de la siguiente forma:

«Era un padre, un maestro, un manipulador profesional, un planificador, un estratega y muchas cosas más, pero sobre todas las cosas, era el tipo con el peor perder de todo este planeta».

Su mayor crítico fue el técnico Brian Clough, con quien coincidió en Primera División cuando ascendió y ganó la liga con el modesto Derby County. Aunque al principio éste respetaba a Revie por sus logros, la situación cambió por completo cuando ambos compitieron al mismo nivel. Clough, más partidario de jugar el balón en raso y por las bandas, denunció siempre lo que consideraba un estilo de juego sucio, llegando incluso a acusarle de ganar con trampas. Sorprendentemente el Leeds contrató a Clough para suplirle en 1974, pero tuvo un equipo en contra suya y tras los malos resultados fue cesado a los 44 días. Horas después, en una entrevista para Yorkshire Television, se vio obligado a debatir con Revie y el programa derivó en una tensa discusión.
La rivalidad queda recogida en la novela The Damned Utd, adaptada al cine en 2009 con el título The Damned United. El irlandés Colm Meaney interpretó el papel de Don.

## Controversia
Cuando dejó el puesto de seleccionador de Inglaterra, algunos diarios ingleses le acusaron de haber ofrecido sobornos a rivales en su etapa en Leeds, algo negado tanto por Revie como por su familia.
El Daily Mirror y el Sunday People publicaron en 1977 que el técnico habría ofrecido dinero a varios jugadores del Wolverhampton Wanderers para que se dejasen perder un partido decisivo en mayo de 1972. Ese testimonio estaba corroborado por el centrocampista Danny Hegan y el portero del Leeds Gary Sprake, quien asegura que el capitán Billy Bremner intermedió en la operación. Sin embargo los Wolves vencieron aquel encuentro y el delantero Derek Dougan, autor de los goles, negó cualquier acercamiento.
Bremner demandó por injurias a Hegan y Sprake y ganó el juicio, consiguiendo una indemnización de 100.000 libras.
En otra ocasión, el entrenador Bob Stokoe aseguró que mientras dirigía al Bury F. C. en 1962, Revie le había ofrecido una prima de 500 libras para que sus chicos jugasen con menos intensidad. En aquel momento el Leeds United estaba en Segunda División y su permanencia en la categoría peligraba. Stokoe se negó y denunció los hechos a la directiva de su club, pero al no haber testigos no pudo probarlo. El capitán de la selección Alan Ball también reconoció ante la Asociación del Fútbol que, cuando jugaba con el Blackpool en 1966, había recibido una prima para firmar por el Leeds, operación que al final no llegó a buen puerto.
El periodista Richard Stott presentó un informe de 315 páginas con todos los detalles de la trama a la Asociación del Fútbol. La policía intervino pero cerró la investigación por falta de pruebas.